# Dior (rapper)
Dior, artiestennaam van Dior Lesané Parish Schröder (Amsterdam, 2004), is een Nederlandse rapper. Hij brak in 2020 door met het project The Real Wave en had in 2024 een nummer 1-hit in de Single Top 100 met de remixversie van het lied Vaag. Hij heeft twee ep's uitgebracht; Jongvolwassen in 2021 en Schaduw in 2023.

## Biografie
Schröder is geboren in Amsterdam en groeide op in Zaandam. Zijn vader is bandlid van de Surinaamse band La Rouge. In 2020 kwam hij via Quincy Promes, die bij hem in de buurt woonde, in contact met rapper Chivv. Die nam hem op zestienjarige leeftijd mee naar een schrijverskamp, waaruit het project The Real Wave volgde. Met dit project werd een ep uitgebracht, een 101Barz-sessie gedaan en had Dior succes in de Single Top 100 met het lied Diamonds vvs. Dior tekende vervolgens een contract bij het label Un4gettable Music van Chivv en begon daar aan het werken aan zijn solocarrière.
De eerste solosingle van Dior is het lied Drip in september 2020. Hij bracht verschillende singles uit en werkte hierbij samen met onder andere Saaff, OCS, Bokke8, Navi, Jaysor, Priceless, Chivv, Jordymone9 en Roxy Rosa, voordat hij in augustus 2021 zijn debuut-ep Jongvolwassen uitbracht. Artiesten die een gastbijdrage leverden op deze ep zijn Figo Gang, Quincy Promes, Roxy Rosa, Bokke8, Navi, Dodo, Chivv en Jordymone9. 
In 2022 en 2023 werden verschillende singles uitgebracht. Het meeste succes had hij met Last van je met Jmani, Invite en Guns & Roses. Bij radiozender NPO FunX werd hij in 2023 genomineerd voor een FunX Award in de categorie Next Best, in dat jaar gewonnen door Katnuf. In de zomer van 2023 deed hij een studiosessie bij 101Barz. Twee maanden na deze sessie werd de ep Schaduw uitgebracht, maar daarop de drie eerder genoemde succesvolle singles, evenals samenwerkingen met Wawa en Jayleemay.
Schaduw was de laatste uitgave van Dior bij Un4gettable Music. Hij verlaatte het label in de nazomer van 2023 en tekende een contract bij Avalon Music, het label van Jayh en zijn twee broers. De eerste single bij Avalon Music, Silence met Chavanté, werd met een 64e plaats in de Single Top 100 een bescheiden hit in Nederland. In 2024 werd er veel samengewerkt met artiesten als Kleine John, Chavanté, Wavey, Qlas en Leblanco. In oktober 2024 remixte hij met Jaykoppig en Hekje31 het lied Vaag van J-Fiz, Ksix en Veertien, dat vervolgens de nummer 1-positie in de Single Top 100 bereikte, evenals de eerste plaats in de Tipparade van de Nederlandse Top 40. Kort hierna was er ook nog succes met Weekend, een lied met KM. Deze werd bij NPO FunX uitgeroepen tot DiXte track van de week.

## Discografie

### Albums en ep's
- Jongvolwassen (ep, 2021)
- Schaduw (ep, 2023)

### Nummers met notering(en) in een hitlijst
| Lied                                                           | Verschijnen      | Album | Hitlijsten  | Hitlijsten  | Hitlijsten   | Hitlijsten   | Opmerkingen |
| Lied                                                           | Verschijnen      | Album | NL (Top 40) | NL (Top 40) | NL (Top 100) | NL (Top 100) | Opmerkingen |
| Lied                                                           | Verschijnen      | Album | Piek        | Weken       | Piek         | Weken        | Opmerkingen |
| -------------------------------------------------------------- | ---------------- | ----- | ----------- | ----------- | ------------ | ------------ | ----------- |
| Diamonds vvs (met OCS, Chardy, Saaff, Chivv en Figo Gang)      | 27 augustus 2020 | —     | —           | —           | 64           | 2            |             |
| Silence (met Chavanté)                                         | 16 november 2023 | —     | —           | —           | 64           | 2            |             |
| Vaag (remix) (met J-Fiz, Ksix, Veertien, JayKoppig en Hekje31) | 4 oktober 2024   | —     | tip1        | —           | 1 (2 wkn)    | 10           |             |
| Weekend (met KM)                                               | 14 november 2024 | —     | —           | —           | 78           | 1            |             |